# Buren Bayar
Buren Bayar, (mong. ᠪᠦᠷᠢᠨᠪᠠᠶᠠᠷ (in kyrillischer Schrift Бүрэнбаяр; in der amtlichen Transkription der VR China für die mongolische Sprache Burin Bayar); chinesisch 布仁巴雅尔, Pinyin Bùrén Bāyá’ěr, auch Bürin Bayar; * 1960 im Neuen Linken Bargu-Banner der Stadt Hulun Buir im Autonomen Gebiet Innere Mongolei der Volksrepublik China; † 19. September 2018) war ein mongolischer Volkssänger Chinas. Er gehörte zu den populären Künstlern in der chinesischen Musikszene.

## Leben
Buren Bayar gehörte zur ethnischen Minderheit der Mongolen und lebte in der Inneren Mongolei. Er war seit seiner Kindheit in der örtlichen Gemeinde als Sänger bekannt, wo er schon als Sechsjähriger begann zu singen.
Er und seine Frau Wurina waren die Leiter des Kinderchors in Hulun Buir („Hulunbei'er Children’s Choir“, „Wucai Children’s Chorus“). Sie hatten zwei Kinder, Norma und einen Adoptivsohn Uudam. Seine Frau und beide Kinder sind auch Sänger. Bayar starb am 19. September 2018 an den Folgen eines Herzinfarktes.

## Diskografie
- 1997 Jixiang sansao (chin. 吉祥三宝; eng. Lucky Treasures) – Kassettenband;[6]
- Wulanbatou de baba (chin. 乌兰巴托的爸爸; eng. Father in Ulan Bator);[7]
- 2011 Tianbian (chin. 天边; englisch The Moon and The Stars).[8]

## Videos
- Dai wo qu caoyuan ba (chin. 带我去草原吧; englisch Take me to the Prairie);
- Fuqin de caoyuan muqin de he (chin. 父亲的草原母亲的河; englisch Father’s Prairie, Mother’s River).